# Йоган де Вітт
Йоган де Вітт нід. Johan de Witt; 24 вересня 1625, Дордрехт — 20 серпня 1672, Гаага) — державний діяч Республіки Сполучених провінцій, великий пенсіонарій в 1653—1672 роках.

## Життєпис

### Молоді роки
Походив з голландської патриціанської родини регентів (очільників міст) де Вітт. Молодший син Якоба де Вітта, регента Дордрехта. Народився 1625 року в Дордрехті. Разом зі старшим братом Корнелісом навчався в латинській школі рідного міста. З 1641 року навчався в Лейденському університеті, де здобув знання з математики і правництва. Потім разом з братом Корнелісом подорожував Францією, Швейцарією та Англією. Після чого вступив до університету Анже, де здобув докторський ступінь 1645 року.

### Початок кар'єри
1647 року після повернення до Голландії, спочатку був юристом в адвокатській конторі Франса ван Шутена. У 1650 році обирається головою делегації Голландії та Західної Фризландії до Генеральних Штатів. Того ж року призначається пенсіонарієм Дордрехту. На цих посадах здобув чималий авторитет і повагу. Тут разом з братом Корнелісом активно захищав перед штатгальтером Вільгельмом II Оранським права штатів, за що їх було запроторено до замку Лувестайн. 
Того ж року регенти Голландії виступили проти наміру штатгальтера почати війну з Іспанією, а населення Амстердама звільнило Йогана де Вітта і інших в'язнів. Невдовзі Вільгельм II помер, що дало можливість де Вітту з республіканцями перейти в політичний наступ.

### На чолі республіки
1653 року обирається великим пенсіонарієм Голландії (у 1658, 1663, 1668 роках переобирався на цю посаду) й фактично керівником Республіки Сполучених провінцій, оскільки на той час місце штатгальтера було вакантним. За свій вплив отримав в Англії прізвисько «король Джон».
У своїй внутрішній політиці орієнтувався на республіканські ідеї, а також на підтримку торгівельної буржуазії. Йоган де Вітт сприяв відхиленню пропозицій деяких міст про обрання малолітнього принца Вільгельма Оранського новим штатгальтером.
У 1654 році сприяв укладанню Вестмінстерського миру з Англією, яким було завершено першу англо-голландську війну. При цьому вимушений був від імені республіки визнати Навігаційний акт. 1655 року оженився з представницею патриціанської родини Бікерів з Амстердаму. Це значно посилило його політичну позицію. 1656 року домігся ратифікації Ельблонзької угоди зі Швецією, що забезпечило права голландської торгівлі в Балтійському морі. Втім вже у 1657 році надав військово-морську допомогу Данії у війні зі Швецією, оскільки не бажав посилення останньої.
1660 року Йогану де Вітту разом з Корнелісом і Андресом де Графф та Жилем Валькньєром було доручено зайнятися освітою принца Вільгельма Оранського. 1661 року після 4 річних перемовин сприяв укладанню Гаазької угоди з Португалією, яка загалом була вигідна республіці.
Водночас сприяв розвитку голландського торгівельного і військового флоту, розуміючи неминуче протистояння з Англією. Підтримував адміралів Якоба ван Обдама і Міхаеля де Рюйтера. Це дозволило у 1665—1667 роках з успіхом діяти в другій англо-голландській війні, яка завершилася на сприятливих для республіки умовах.
Втім головною проблемою для де Вітта були дії оранжистів, які вимагали передати владу Вільгельму Оранському. Як компроміс великий пенсіонарій запропонував призначити принца Оранського генерал-капітаном республіки, але після досягнення повноліття. Натомість він не мав права обіймати посаду в якійсь із провінцій республіки.
Зрештою завдяки активній позиції Йоганаде Вітта посаду штатгальтера в Голландії було скасовано в 1667 році, а у 1668 році Генеральні Штати скасували її в усіх провінціях. У 1668 роках в умовах успішних дій Франції в Іспанських Нідерландах Йоган де Вітт виступив ініціатором укладання Потрійного альянсу між Англією, Швецією і Республікою Сполучених провінцій, завдяки чому було підписаного Аахенський мир. Проте це був тактичний успіх, який зрештою призвів республіки до конфлікту з Францією. 
В цей час помирає дружина Йогана де Вітта, й він вирішує піти у відставку. Щоб цього не допустити Генеральні Штати збільшують йому зарплатню та дають своєрідну премію в 60 тис. гульденів.

### Загибель
Зовнішня та внутрішня ситуація погіршилася у 1672 році з початком нової війни з Англією. Невдовзі проти республіки виступила Франція. Невдачі цього року відбулися на погіршення економічного становища, збільшенню цін. Цим вирішили скористатися оранжисти, які знову почали пропаганду проти Йогана де Вітта. 21 червня 1672 року його було поранено найманим вбивцею. 
4 серпня того ж року пішов у відставку з посади великого пенсіонарія. Невдовзі його брата Корнеліса арештували за сфабрикованими звинуваченнями в державній зраді на користь Франції. Зрештою присудили до заслання. Коли Йоган прийшов до в'язниці, на них напала юрба, яку організували оранжисти. Йогана та його брата було вбито. Убивши обох братів, почали різати на шматки, смажити на розведеному тут же багатті і згодовувати собакам. Пальці братів продавали на сувеніри за 2 су. Після цього рештки братів де Вітт вивісили на загальний огляд, повісивши догори ногами.

## Статки
Був одним із найбагатших жителів республіки. Він частково заробив свій капітал, позичаючи гроші, торгуючи акціями і облігаціями, завдяки коливанням на біржі в Амстердамі. Наприкінці свого життя мав близько 450 тис. гульденів.

## Родина
Дружина — Вендела, донька Яна Бікера, бургомістра Амстердаму.
Діти:
- Анна (1655—1725), дружина Германа ван ден Гонера, бургомістра Дордрехта
- Агнеса (1658—1688), дружина Симона Терестейна ван Галевіна, бургомістра Дордрехта
- Марія (1660—1689), дружина Віллема Гуфта, бургомістра Дельфт
- Йоган (1662—1701), шефен, секретар Дордрехту
- Якоб (1667—1685)